# Asquith (Saskatchewan)
Asquith è un comune del Canada, situato nella provincia del Saskatchewan, nella divisione No. 12.